# Château de Clermont-Dessous
Le château de Clermont-Dessous se situe à Clermont-Dessous, dans le département de Lot-et-Garonne et la région Nouvelle-Aquitaine. 

## Histoire
La colline sur laquelle est construit Clermont-Dessous domine la Garonne et commande la rive droite à proximité de Port-Sainte-Marie. La butte a dû être fortifiée dès le XIe siècle. Le château protège la partie la plus faible de la butte, près des coteaux voisins; il est coupé du village par un fossé. 
L'église paroissiale Saint-Jean-Baptiste était aussi la chapelle castrale et participait à la défense du château.
En 1221 le château est assiégé sans succès par Amaury de Montfort. Le castrum est mentionné pour la première fois dans le Saisimentum de 1271. Il dépend de la "baylie" de Port-Sainte-Marie; le château a joué un rôle important pendant la guerre de Cent Ans ; son donjon doit dater du XIIIe siècle ou du début du XIVe siècle. 
En 1437 les "routiers" s'étant emparés du château, il fallut lever une contribution pour le racheter.
Le château et la seigneurie ont appartenu successivement aux familles : Lamothe, seigneurs de Bruch, au XIIe siècle ; de Pardaillan de Gondrin - vieille famille noble gasconne qui donna au XVIe siècle un gouverneur de l'Agenais et du Condomois, puis au siècle suivant le premier duc d'Antin, fils légitimé de Louis XIV et Mme de Montespan ; au XIVe siècle, Ferrand ; Malvezin de Lassale en 1425, et les Benquet, Péticlo, Monorgon, Rémefa, Yzalguier en 1451 (ou 1490 ?), de Narbonne-Lara à partir de 1579 ; Chapt de Rastignac en 1705.
Pierre II de Secondat (1490-1560) est seigneur de Clermont-Dessous et de Roques, puis à partir de  1564 son fils, Jean II de Secondat (1515-1599), seigneur de Montesquieu et de Roquefort.
Le co-seigneur Jacques Yzalguier (ou d'Isalguier), seigneur, baron de Clermont-Dessous et de Clermont-le-Fort, a marié le 20 octobre 1526 une de ses filles, Antoinette, à Blaise de Monluc, à l'église de Clermont,.
Le logis a été remanié au XVe siècle par un co-seigneur, peut-être Lérôme-Patrice de Monorgon, co-seigneur mort en 1506, ou Jacques Yzalguier. 
Un second corps de logis a été construit au Nord, à la fin du XVe siècle ou au début du XVIe siècle ; les façades d'anciennes maisons, notamment au village de Saint-Médard et au hameau de Bessou, ont conservé des fenêtres à meneaux pouvant dater de cette époque.
Maximilien de Narbonne, seigneur de Talairan, de Combebonnet et de Montlau, s'est marié en 1579 à Isabeau de Cours, fille de Jean de Cours, dame de Clermont près de Port-Sainte-Marie ; leur fils fut Jean de Narbonne, seigneur de Clermont, de Combebonnet et de Montlau, lui-même marié à Anne Bouchard d'Aubeterre, d'où Louis de Narbonne-Lara (1635-1705), dit "le comte de Clermont", seigneur de Montfort et Combebonnet qui eut de son mariage avec Madeleine de Souillac d'Azerac, Marie-Anne de Narbonne-Lara, dame de Clermont et de Combebonnet, mariée en 1701 avec Jacques-Gabriel Chapt, comte de Rastignac, baron de Luzech, reçu "page du Roi en sa grande écurie" en 1693, frère de Louis-Jacques Chapt de Rastignac, archevêque de Tours. 
En 1705 la seigneurie  entre dans la famille Chapt de Rastignac; Jacques-Gabriel Chapt de Rastignac est mort sans postérité en 1755, son épouse était morte en 1703,. 
Par testament de 1732, Chapt de Rastignac avait donné l'usufruit de tous ses biens à sa sœur Jeanne, marquise de Gaubert, et institué Pierre Louis Chapt de Rastignac, comte de Puyguilhem, son héritier universel . Zénaïde-Sabine de Chapt de Rastignac, marquise de Rastignac (arrière-petite-fille de Pierre Louis Chapt, et fille unique de Pierre Jean Julie Chapt, marquis de Rastignac, et de Françoise Charlotte Ernestine de La Rochefoucaud-Doudeauville), mariée en 1817 avec François XIV Marie Auguste Émilien de La Rochefoucauld, prince de Marcillac puis duc de Liancourt. Son portrait est conservé au château de La Rochefoucauld (Charente). 
En 1818 le seigneur est le marquis Pierre Jean Chapt de Rastignac, député du Lot et pair de France, qui fera édifier le château de Rastignac (24), demeure de style néo-palladien qui aurait servi de modèle au palais présidentiel américain.
Le château, tombé en ruine au XIXe siècle, puis partiellement restauré, est inscrit au titre des monuments historiques le 20 juin 1950,.